# Pawluczenki (obwód smoleński)
Pawluczenki (ros. Павлюченки) – wieś (ros. деревня, trb. dieriewnia) w zachodniej Rosji, w osiedlu wiejskim Słobodskoje rejonu diemidowskiego w obwodzie smoleńskim.

## Geografia
Miejscowość położona jest w dorzeczu Jelszy, 1,5 km od drogi regionalnej 66N-0506 (Prżewalskoje – Jewsiejewka), 6,5 km od centrum administracyjnego osiedla wiejskiego (Staryj Dwor), 39 km od centrum administracyjnego rejonu (Diemidow), 87,5 km od stolicy obwodu (Smoleńsk), 56,5 km od granicy z Białorusią.

## Demografia
W 2010 r. miejscowości nikt nie zamieszkiwał.

## Historia
W czasie II wojny światowej od lipca 1941 roku dieriewnia była okupowana przez hitlerowców. Wyzwolenie nastąpiło we wrześniu 1943 roku.